# One57
L'One57, també conegut com a Carnegie 57, és un gratacel de 75 plantes (comercialitzat com a edifici de 90 plantes) situat a Midtown Manhattan, a la ciutat de Nova York. Un cop acabat el 2014, fa 306 metres d'alçada, i és un dels edificis més alts de la ciutat. L'edifici té 135 apartaments, sobre l'Hotel Park Hyatt, de 210 habitacions. La base de l'edificació toca les construccions veïnes, a causa de l'espai limitat del solar.
L'edifici fou el punt de mira arreu del món, durant el pas de l'Huracà Sandy per la ciutat, quan una grua avariada va esfondrar-se.

## Història
Es va començar la construcció dels fonaments el gener de 2010. El 20 de juny de 2012 el conjunt de fonaments, parets mestres i coberta fins a l'últim pis es va acabar.

### Disputa
L'empresari Michael Hirtenstein i Gary Barnett, promotor de l'edifici, tingueren un enfrontament públic respecte a un apartament que Hirtenstein volia adquirir a l'edifici. Hirtenstein reclamà que no pagaria 16 milions de dòlars per un apartament sense veure'l, i que la vista d'aquella unitat estava obstruïda. Barnett fou molt estricte en no permetre als compradors veure els apartaments abans d'adquirir-los. Però com que Hirtenstein pagà un treballador de l'obra perquè li ensenyés, Barnett retornà el pagament de Hirtenstein i en cancel·là el contracte.

### Esfondrament de la grua
El 29 d'octubre de 2012, durant el pas de l'Huracà Sandy, la grua de construcció de l'edifici s'esbotzà parcialment, i va posar en perill els residents dels edificis del voltant, fet que provocà l'evacuació de diverses illes veïnes. El dilluns 5 de novembre, la grua fou assegurada i s'habilità el trànsit. En resposta a l'accident, dentistes de l'àrea afectada presentaren una demanda col·lectiva, al·legant que l'incident els obligà a evacuar les seves consultes, el que les va provocar pèrdues econòmiques.

### Foc

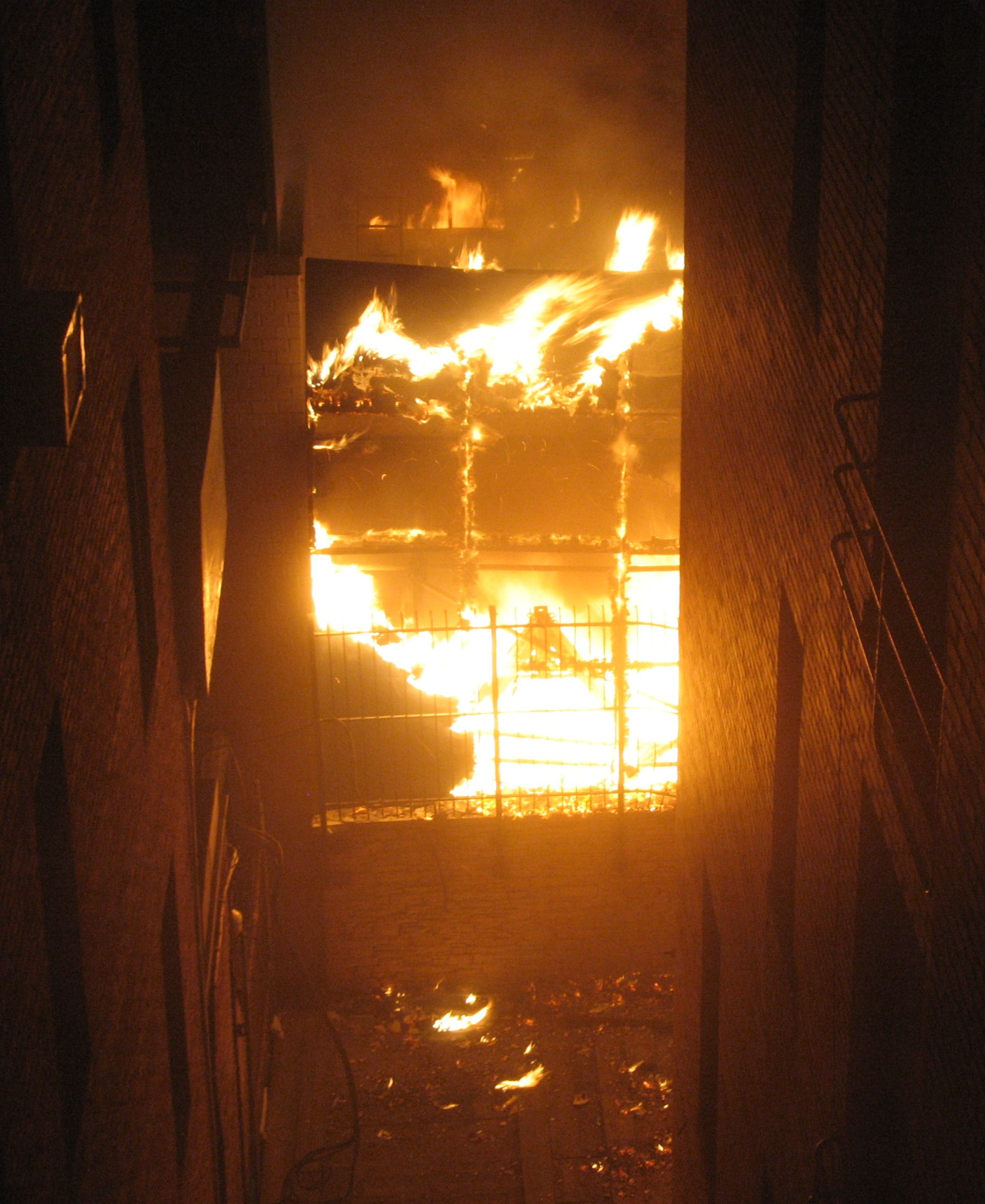
Foc a l'Extell de l'One57 - 15 de març de 2014

A la tarda del 15 de març de 2014 s'inicia un incendi al moll de càrrega de l'One57, estenent-se cap al pati posterior de l'edifici i després cap a la propietat adjacent, el 152 West 58th Street, que va haver de ser evacuat. Ni Extell ni Lend Lease ha ofert mai cap explicació del foc, i el NYC Dept. of Buildings es nega a emetre ni tan sols un ordre parcial deixar de treballar després de l'incendi. La causa de l'incendi segueix sent un misteri.

### Rècords
L'edifici col·lecciona diversos rècords. Fou l'edifici residencial més alt de Nova York i de l'Hemisferi Occidental. Múltiples apartaments de l'One57 foren venuts per més de 90 milions de dòlars, que és el preu més alt que s'ha pagat mai per un habitatge a Manhattan, des de la construcció del 432 Park Avenue, també a la ciutat de Nova York. I el 2015 es ven un àtic de l'edifici per 100,4 milions de dòlars, esdevenint el preu més alt que s'ha pagat mai per un habitatge a Nova York.

## Galeria

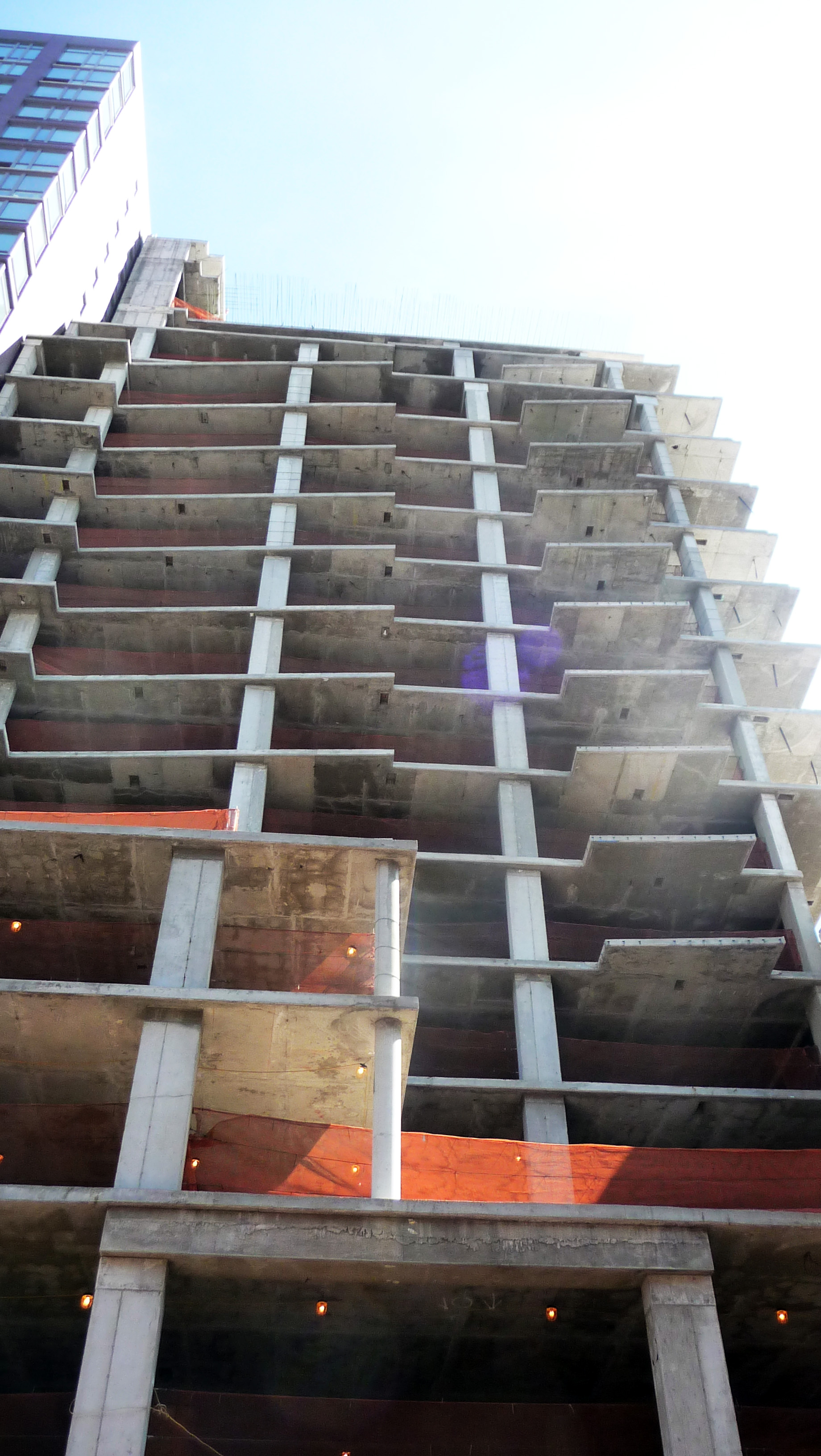
Març de 2011
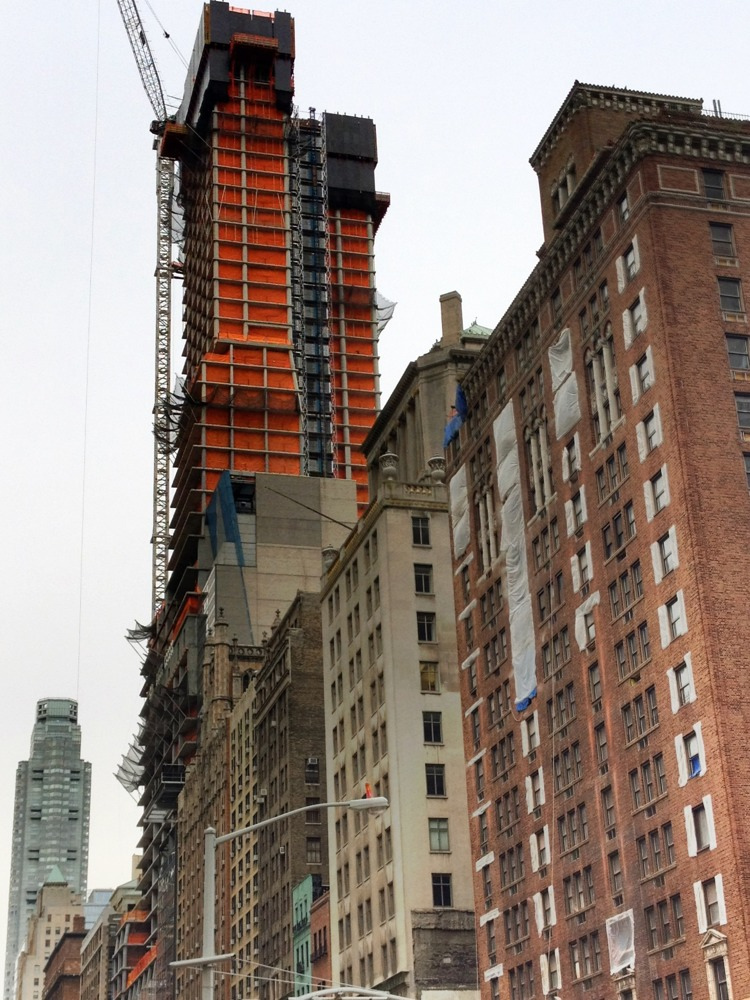
Gener de 2012
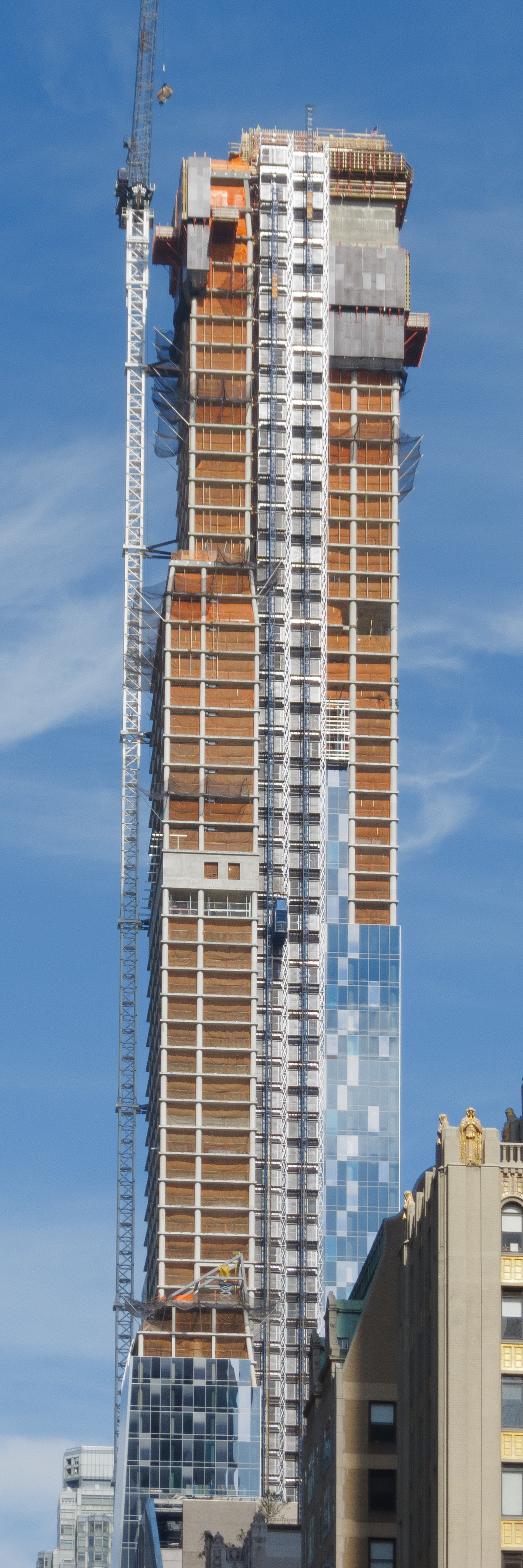
Agost de 2012
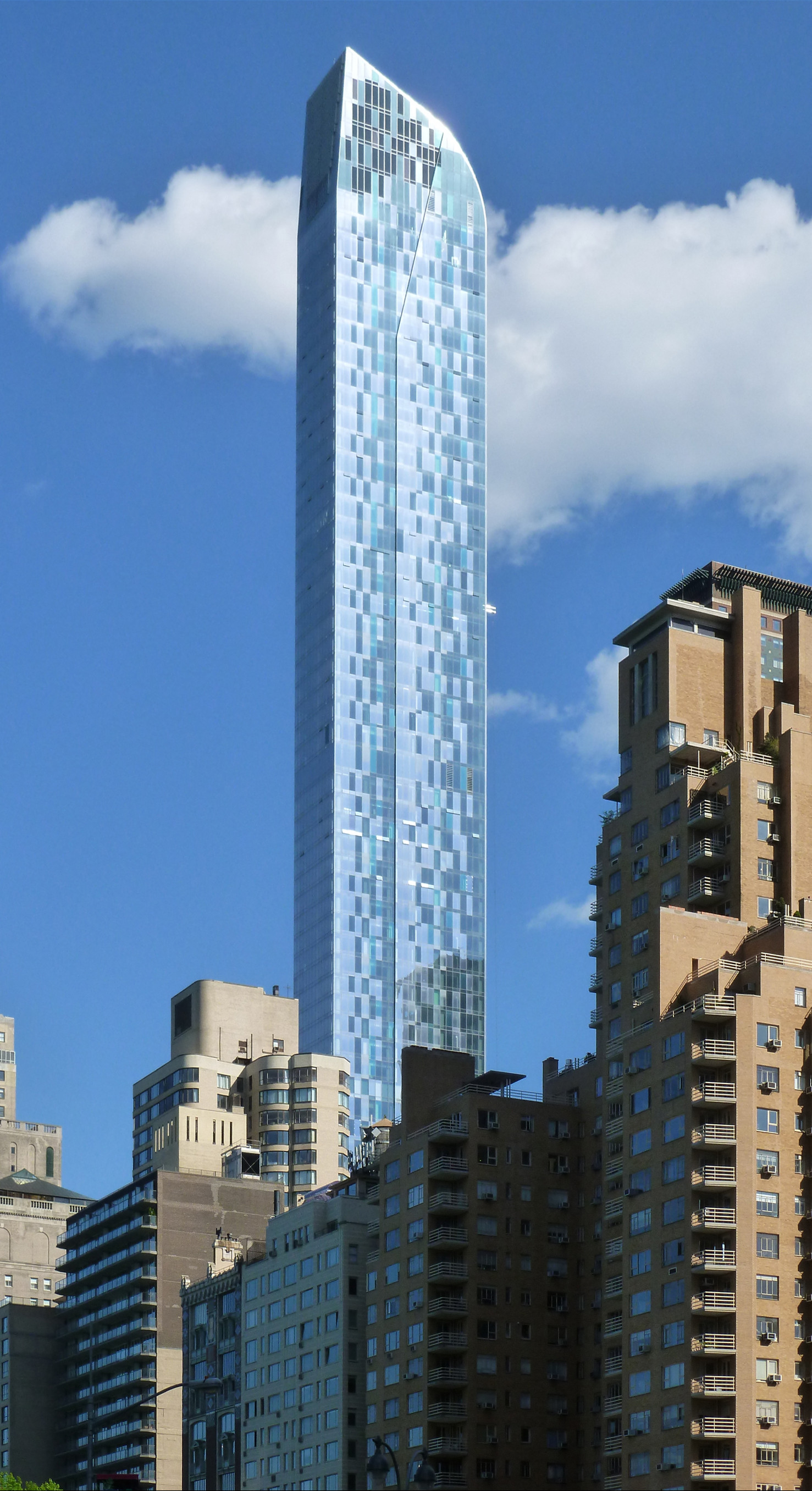
Maig de 2014